# Hipòcrates d'Acragant
Hipòcrates (en grec antic: Ἱπποκράτης, llatí: Hippocrates) fou un polític de l'antiga Grècia natural d'Acragant i cosí del tirà Teró d'Agrigent, que juntament amb el seu germà Capis va voler enderrocar el seu parent. Els plans van fallir, i Teró va derrotar els rebels a la vora del riu d'Hímera. Els revoltats es van establir a la petita ciutat de Camic.